# BBÖ řada 214
Řada 214 BBÖ je rakouská rychlíková parní lokomotiva. Jsou to největší parní lokomotivy, které byly v Rakousku postaveny. V době jejich vzniku se jednalo o nejsilnější rychlíkové lokomotivy v Evropě.

## Vznik a vývoj
Po první světové válce potřebovaly Rakouské spolkové dráhy (BBÖ) silnější lokomotivy pro Západní dráhu (Westbahn), aby mohly zvýšit rychlost těžkých rychlíků. Ze dvou prototypů – trojčité 114.01 (rok výroby 1929) a dvojčité 214.01 (rok výroby 1928) byla vybrána pro sériovou výrobu řada 214. V roce 1931 dodala floridsdorfská lokomotivka šest těchto lokomotiv a série dalších šesti následovala v roce 1936. Poslední z nich – 214.13 ustanovila při zkouškách absolutní rychlostní rekord rakouských parních lokomotiv. Při zkušební jízdě dosáhla rychlosti 156 km/h.

## Popis
Řada 214 je dvojčitá čtyřspřežní parní lokomotiva s vlečným tendrem. Byla určená pro vozbu těžkých rychlíků.
Pojezd lokomotivy má uspořádání 1´D 2´. Běhoun a první spřažená náprava jsou spojeny do Krauss-Helmholtzova podvozku. Druhá a třetí spřažená náprava mají příčný posuv 15, resp. 20 mm. Hnací náprava je pevná. Pod topeništěm a budkou se nachází dvounápravový Bisselův podvozek. Lokomotiva nemá pevný rozvor.
Parní stroj je tvořen dvěma válci o průměru 650 mm s Heusingerovým ventilovým rozvodem Lentz. Ojnice se svojí délkou 4 250 mm je nejdelší na světě, pístnice má délku 4 000 mm.
Válcový kotel má délku 6 500 mm, 6 000 mm mezi trubkovnicemi a průměr 1 922 mm.

## Provoz
Nové lokomotivy byly nasazeny do vozby rychlíků na trati Vídeň – Salcburk, resp. Pasov. Po anšlusu Rakouska a převzetí rakouských drah Německými říšskými drahami bylo lokomotivám přiděleno nové řadové označení 12 a to jim již zůstalo až do konce provozu.
Po dokončení elektrizace Západní dráhy v roce 1952 se pro tyto výkonné stroje již nenašlo odpovídající uplatnění. Některé z těchto lokomotiv byly nasazeny na Jižní dráze (Südbahn) mezi Vídní a Villachem. Malé poloměry oblouků a prudké stoupání na úseku přes Semmering vedly k rychlému opotřebení, takže již roku 1956 byl provoz řady 12 na této trati ukončen. V naději na prodej byly teprve 20 let staré lokomotivy nejdříve deponovány ve vídeňských depech, ale díky postupující elektrizaci hlavních tratí v okolních zemích o ně nebyl zájem. Proto byly v letech 1961-62 sešrotovány. Pouze 12.10 byla předána Rakouskému železničnímu muzeu, od 70. let spolu s dalšími lokomotivami vystavena před vídeňským technickým muzeem a v roce 1999 v čase zahájení rekonstrukce technického muzea převezena do Železničního muzea ve Strasshofu.
Lokomotivy v provozu trpěly přehříváním ložisek 4. nápravy, proto rakouské železnice na nich instalovaly samočinné mazání. Další nectností byl neklidný chod mezi 60 – 70 km/h, kdy docházelo k rezonancím. Nedostatečné upevnění pístů na rámu spolu s neklidným chodem dospělo v 60. letech k upadnutí válce lokomotivy na spěšném vlaku Timisoara-Lugoj a následnému vykolejení.

## Řada 142 v Rumunsku
Podobně jako v Rakousku, i v Rumunsku se vedení státních drah začalo potýkat se stoupající hmotností vlaků osobní dopravy, zvláště po zavedení přímých vozů, které sloužily k obsluze sídel na místních tratích, aby pak byly zařazeny do rychlíku na hlavní trati a dovezly cestující bez přestupu do centra. Lokomotivy řady 231 již na tyto výkony nestačily, a tak vznikl požadavek na pořízení nových lokomotiv schopných dopravovat vlak o hmotnosti až 700 t rychlostí až 110 km/h. Na základě studií se CFR rozhodly pro řadu 214 BBÖ.
Výroba lokomotiv byla svěřena oběma významným rumunským lokomotivkám – Malaxa i Rešice. V letech 1937-40 bylo vyrobeno celkem 79 lokomotiv řady 142, z toho 37 v Rešici a 42 v lokomotivce Malaxa.

### Konstrukční odlišnosti
Rumunské lokomotivy se od rakouských lišily především smíšeným topením (uhlí a olej) a použitím válečkových ložisek u podvozků tendru. Dále se odlišovaly použitím velmi úzkých usměrňovacích plechů a podélným průběžným kanálem na vrchu kotle, který ukrýval parojemy, písečníky i další armatury. Deset lokomotiv z produkce firmy Malaxa mělo ventilový rozvod Caprotti, ostatní Lentz jako jejich rakouské vzory.
Lokomotivy byly vybaveny rychloměry Reszny Perfect, dvěma vstřikovači oleje, pneumatickými pískovači, vyrovnávači tlaků Rihosek, skrápěním uhlí, popelníku a dýmnice Dilling a osvětlením AEG.

### Provoz
Lokomotivy byly z počátku dislokovány do dep Budapest Calatori, Cluj, Pascani a Turnu Severin. V roce 1942 byl na jednu lokomotivu řady 142 zkušebně dosazen přikladač uhlí s parním strojem v tendru dle návrhu inženýra Consiliera Mocearova. Během války ovšem nebyly prostředky na experimenty, proto bylo zařízení časem demontováno. Také s ventilovými rozvody nasatly problémy, protože náhradní díly na rozvody Caprotti bylo nutno dovážet a na rozvody Lentz nebyla potřebná kapacita výroby. Na lokomotivě 142.015 byla dosazena hliníková válcová šoupátka Trofimov, která na ni zůstala až do vyřazení v 70. letech. Toto řešení se dále nerozšířilo, protože mezitím započala továrna v Sibiu produkovat potřebné náhradní díly. V roce 1944 byly bukurešťské lokomotivy předány do dep Brašov, Kluž a Craiova.
Válku nepřečkala pouze 142.041. V roce 1960 byla v dílnách v Kluži zrušena 142.016. V období zavádění dieselové trakce v letech 1960-65 opustily lokomotivy depa Craiova a Brašov a v roce 1965 se nově objevily v depu Arad. Jako poslední byly vyřazeny z provozu v březnu-dubnu 1973 lokomotivy 142.058 depa Kluž a 142.019 depa Timisoara. Likvidace proběhla v roce 1979.

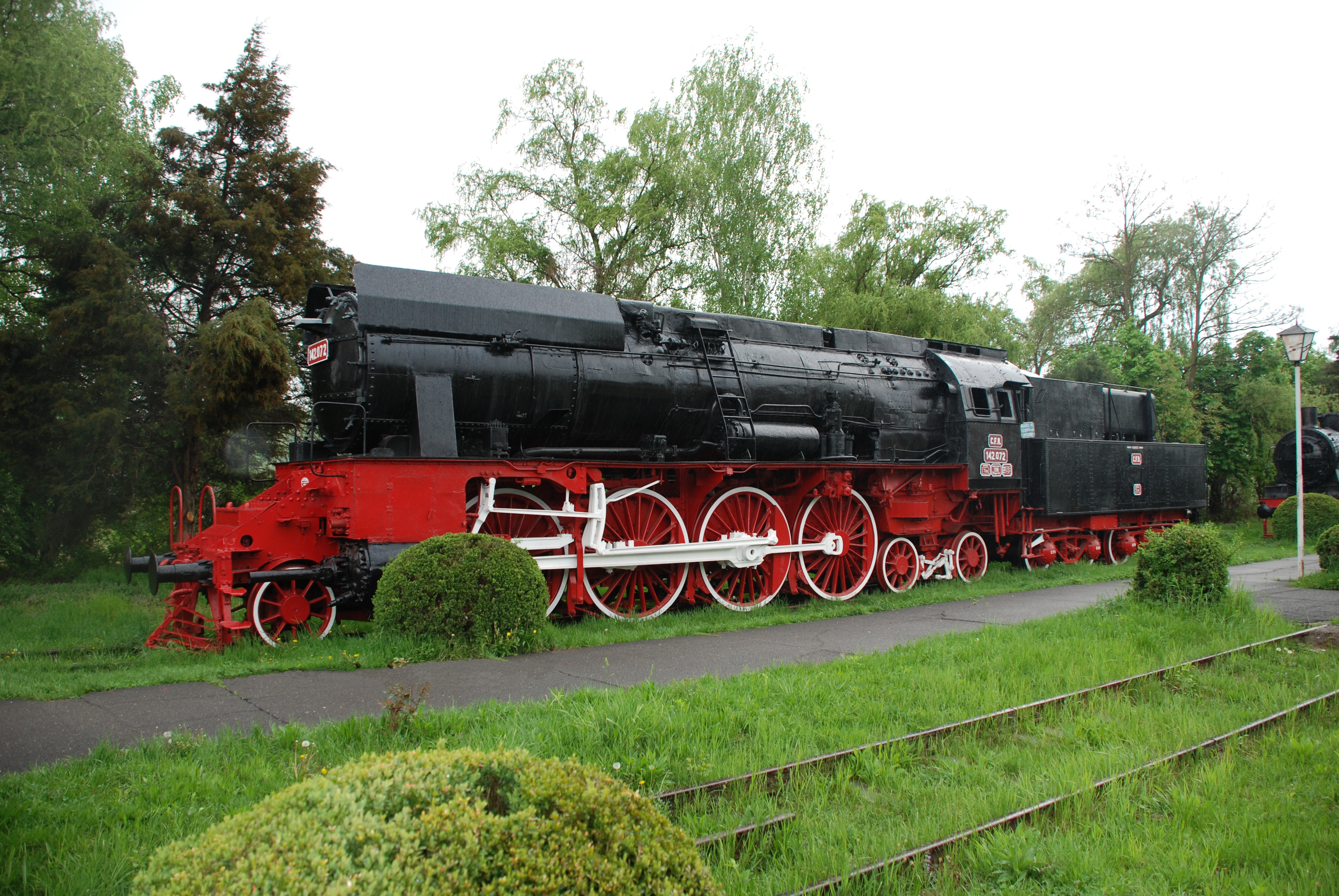
142.072 v Rešici

## Zachované stroje
- 12.10 – ex 214.10 – Železniční muzeum ve Strasshofu
- 142.008 – Železniční muzeum Sibiu
- 142.033 – depo Arad, provozní s označením 142.044
- 142.063 – roku 1985 prodána ÖGEG, upravená do vzhledu ř. 214, provozní jako 12.14
- 142.072 – Závodní muzeum v Rešici